# Kabinett Meyers I
Das Kabinett Meyers I bildete vom 24. Juli 1958 bis 26. Juli 1962 die Landesregierung von Nordrhein-Westfalen.
| Amt                                                                                                 | Name                                             | Partei | Partei |
| --------------------------------------------------------------------------------------------------- | ------------------------------------------------ | ------ | ------ |
| Ministerpräsident                                                                                   | Franz Meyers                                     |        | CDU    |
| Stellvertreter des Ministerpräsidenten                                                              | Artur Sträter                                    | CDU    |        |
| Inneres                                                                                             | Josef Hermann Dufhues                            | CDU    |        |
| Finanzen                                                                                            | Artur Sträter (bis 9. August 1960)               | CDU    |        |
| Finanzen                                                                                            | Joseph Pütz (ab 9. August 1960)                  | CDU    |        |
| Justiz                                                                                              | Otto Flehinghaus                                 | CDU    |        |
| Kultus                                                                                              | Werner Schütz                                    | CDU    |        |
| Ernährung, Landwirtschaft und Forsten                                                               | Gustav Niermann                                  | CDU    |        |
| Bundesangelegenheiten                                                                               | Franz Meyers (bis 12. Oktober 1959)              | CDU    |        |
| Bundesangelegenheiten                                                                               | Johann Ernst (12. Oktober 1959 – 9. August 1960) | CDU    |        |
| Bundesangelegenheiten                                                                               | Artur Sträter (ab 9. August 1960)                | CDU    |        |
| Wiederaufbau (bis 1. Mai 1961) Landesplanung, Wohnungsbau und öffentliche Arbeiten (ab 1. Mai 1961) | Peter Erkens                                     | CDU    |        |
| Arbeit und Soziales                                                                                 | Johann Ernst (bis 12. Oktober 1959)              | CDU    |        |
| Arbeit und Soziales                                                                                 | Konrad Grundmann (ab 12. Oktober 1959)           | CDU    |        |
| Wirtschaft, Mittelstand und Verkehr (bis 1. Mai 1961 Ministerium für Wirtschaft und Verkehr)        | Hans Lauscher                                    | CDU    |        |